# Jennifer Culp
Jennifer Culp (* im 20. Jahrhundert) ist eine US-amerikanische Cellistin.

## Leben
Culp erwarb den Bachelor- und Mastergrad am San Francisco Conservatory und am New England Conservatory of Music. Ihre Lehrer waren Bonnie Hampton und Laurence Lesser. Von 1986 bis 1998 gehörte sie dem Dunsmuir Piano Quartet an. Von 1999 bis 2005 war sie als Nachfolgerin von Joan Jeanrenaud Mitglied des Kronos Quartet, mit dem sie 2003 Musikerin des Jahres wurde und einen Grammy für die beste Kammermusikaufführung erhielt.
Weiterhin gehörte sie dem Empyrean Ensemble, dem Philadelphia String Quartet, dem San Francisco Opera Orchestra, dem Orpheus Chamber Orchestra und dem Feinsmith Quartet an und trat mit Musikern wie Zakir Hussain, Dawn Upshaw, Tom Waits, Sándor Végh, Asha Bhosle, Justin Blasdale und Irina Schnittke auf. Culp ist Professorin für Cello und Kammermusik am San Francisco Conservatory of Music.